# チェーザレ・ネグリ

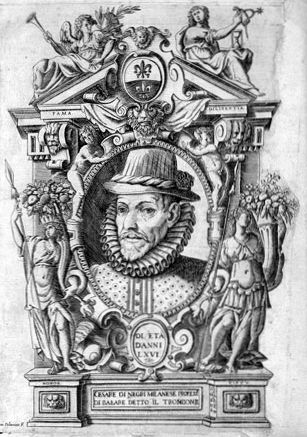
チェーザレ・ネグリ（1604年以前）

チェーザレ・ネグリ（Cesare Negri、1535年または1536年 - 1604年以降）は、イタリア・ミラノ出身のダンサー、舞踊教師、舞踊理論家である。1554年頃からミラノで舞踊を指導し、40名を超える弟子たちがヨーロッパ各国の宮廷で舞踊教師となった。ネグリは舞踊についての著述をまとめた最古の理論家として知られ、その著書は20世紀後半になってから英訳本が出版されている。

## 生涯
ミラノの生まれ。ネグリが生まれた頃のミラノは、ヨーロッパでの舞踊先進地であり、舞踊はエンターテイメントの頂点にあった。実演家として、宮廷での催事やマスカラーデに出演していた。ネグリは「ほら吹き」 (il Trombone) というあだ名で知られ、1554年頃からミラノで舞踊を指導し、多くの弟子を育成した。ネグリの弟子たちはヨーロッパ各国の宮廷で舞踊教師となり、その数は40名を超えるという。
彼は宮廷のために、大勢の出演者による寓意的なマスカラーデや幕間の劇を振り付けた。1564年6月25日、ネグリは25台の2輪馬車を使用して人間の疑惑、欲望、恐怖などを象徴する大規模なマスカラーデの演出を手がけている。
ネグリはその生涯中にヨーロッパ各地を旅した。レパントの海戦（1571年）では、カトリック教国の連合艦隊指揮官ドン・フアン・デ・アウストリアの乗艦のデッキでカトリック教国連合艦隊の艦長たちを前に踊った。後にミラノでも、ドン・フアン・デ・アウストリアのために再度踊りを披露した。アンリ3世がポーランドから王位請求のためにフランスへ旅だったときは、クレモナでネグリとその弟子による踊りを鑑賞した。マジェンタでもアンリ3世はネグリたちの踊りを鑑賞した。結局ネグリは、アンリ3世の旅にアルプスまでつき従っていった。
ネグリから教えを受けた弟子たちは、ヨーロッパ各国に旅だって行った。弟子たちはパルマ、ボローニャ、ケルンなどで王侯貴族に仕え、新たな舞踊を広めた。ネグリとその教えを受けた弟子たちが広めた舞踊は、中世に流行した重厚で単調なバス・ダンス (Basse-Danse)衰退の要因となった。
晩年のネグリは、1602年に自叙伝『愛のグラチエ』 (Le Grazie d'Amore) を執筆し、この本はミラノで出版された。『愛のグラチエ』は2年後に『バッロの新発明』 (Nuove lnventioni di Balli) と改題されて再版された。『バッロの新発明』は3部からなり、第1部は総論、第2部は55種にも及ぶ舞踊技術の規則についての解説（下肢における外旋の効果についての説明を含む）、第3部はリュートの楽譜と振付詳細を含むパヴァーヌなどの実際の舞踊を取り上げている。この著作は16世紀における舞踊教本として最大規模のもので、舞踊技術、振付から歴史的考察に至るまで詳細な記述が網羅されている。『バッロの新発明』は、1969年にニューヨークで英語訳による出版がなされた。